# Erika Mann (polityk)
Erika Mann (ur. 2 listopada 1950 w Lipsku) – niemiecka polityk, nauczycielka, przez trzy kadencje posłanka do Parlamentu Europejskiego (1994–2009).

## Życiorys
Jest absolwentką studiów pedagogicznych na Uniwersytecie Gottfrieda Wilhelma Leibniza w Hanowerze. Była badaczem uniwersyteckim i doradcą biznesowym ds. technologii informacyjnych. W 1996 została radną powiatu Northeim. Weszła w skład organów nadzorczych Towarzystwa Maxa Plancka, kierowała też europejskim oddziałem lobbingowej organizacji Transatlantic Policy Network.
W 1994 z listy Socjaldemokratycznej Partii Niemiec (do której wstąpiła w 1972) po raz pierwszy objęła mandat deputowanej do Parlamentu Europejskiego. W wyborach w 1999 i 2004 z powodzeniem ubiegała się o reelekcję z ramienia SPD. Była m.in. członkinią grupy socjalistycznej, pracowała w Komisji Handlu Międzynarodowego, w różnych okresach przewodniczyła kilku delegacjom. W 2009 nie została ponownie wybrana (była wpisana na 24. miejsce listy wyborczej socjaldemokratów, której przypadły 23 mandaty).